# 葛城 (スループ)
葛城（かつらぎ）は、大日本帝国海軍のスループ。
艦名は、金剛山地にある葛城山にちなんで名づけられた。

## 艦型
3本マストの汽帆兼用の鉄骨木皮スループ。

### 機関
「葛城」、「大和」、「武蔵」の3隻は姉妹艦であるが、それぞれのスクリューの翼形状を変えて試運転を行った。
- 試運転成績:出力1,404馬力、速力11.96ノット[1]

結果「武蔵」のスクリュー形状が最適と判明した。
また、これまでの艦は停泊中の使わない蒸気を利用した蒸留器を設置していたが、この3隻からは蒸化器及蒸留器を備え、常に真水を作ることができるようになった。
ただし、その能力はわずか1日3.5トンだった。
竣工時の煙突は昇降式だった。

### 兵装
砲装は艦首方向から17cn克砲(旋回砲、両舷用)1門、12cm克砲(左右舷各1門)2門、17cn克砲(旋回砲、両舷用)1門、12cm克砲(左右舷各1門)2門、艦尾に12cm克砲(旋回砲、両舷用)1門の合計17cm砲2門、12cm砲5門を装備した。
またその他に機関砲4基をシェルター甲板上の2番砲直前と4番砲後方に装備した。
魚雷発射管は竣工時に装備せずに船体の発射管口は閉塞、発射管は後日装備となった。

### 変遷
最終時までに帆装の簡素化、昇降式煙突を大型の固定式煙突に換装などが行われている。

## 艦歴

### 建造
1882年 (明治15年) 10月21日に横須賀造船所で建造する鉄骨艦を葛城と命名することが令達された。
1883年(明治16年)12月25日に横須賀造船所（後の横須賀海軍工廠）で起工し、
1885年(明治18年)3月31日午後5時30分に第一船台から進水した。
従来の進水台はフランス式で滑台が1本だったが、「葛城」から滑台が2本の進水台を採用した。
皇后が行啓の予定だったが中止、皇族や太政大臣夫妻などが参列した。
1887年(明治20年)11月4日竣工。
三等艦に定められた。

### 巡洋艦
初めは巡洋艦と呼称されていた。
1886年(明治19年)
12月28日横須賀鎮守府所轄水雷術練習艦附属の「葛城」は常備小艦隊に編入された。
1890年(明治23年)8月23日に第一種と定められた。
日清戦争には、僚艦とともに大連・旅順・威海衛攻略作戦等に参加。1897年12月21日より測量任務となり、翌年から1912年にかけて日本近海の水路測量に従事した。

### 海防艦
1898年(明治31年)3月21日、艦艇類別等級標準が制定され、「葛城」は三等海防艦に類別された。
1900年(明治33年)10月6日、伊豆大島乳ヶ島で座礁し、11月8日から16日まで横須賀造船廠で修理を行った。
日露戦争に際しては、長崎港警備に従事した。
1911年(明治44年)11月7日に佐世保を出港、
太平洋沿岸の海流測定を行い、
12月26日、佐世保に帰港した。
1912年(明治45年)4月2日11時に佐世保を出港、
三島附近の錘測などを行った。
1912年(大正元年)8月28日、等級改定で三等が廃され二等海防艦に等級が変更される。
翌1913年(大正2年)4月1日に除籍され、
艦艇類別等級表からも削除された。
6月12日に売却訓令が出され、11月1日に55,316.880円で佐世保市橋本政吉へ売却が報告された。
その後に長崎で解体された。

## 艦長
※『日本海軍史』第9巻・第10巻の「将官履歴」及び『官報』に基づく。
- （心得）松岡方祇 少佐：1886年12月28日 - 1887年10月27日[27]
- 松岡方祇 大佐：1887年10月27日[27] - 1889年4月17日
- （心得）平山藤次郎 少佐：1889年4月17日 - 1889年8月29日
- 平山藤次郎 大佐：1889年8月29日 - 1890年1月10日
- （心得）窪田祐章 少佐：1890年1月10日 - 1890年5月13日
- （心得）有栖川宮威仁親王 少佐：1890年5月13日 - 1890年8月11日
- 有栖川宮威仁親王 大佐：1890年8月11日 - 1890年9月24日
- （心得）町田実隆 少佐：1890年9月24日 - 1890年10月16日
- 町田実隆 大佐：1890年10月16日 - 1891年12月14日
- 佐藤鎮雄 大佐：1891年12月14日 - 1893年1月25日
- 島崎好忠 大佐：1893年1月26日 - 1893年5月15日
- （心得）小田亨 少佐：1894年4月14日 - 1894年12月19日
- 小田亨 大佐：1894年12月19日 - 1895年11月18日
- 高木英次郎 大佐：1895年11月18日 - 1896年4月1日
- 迎敦忠 大佐：1896年4月1日 - 1896年7月28日
- （心得）梨羽時起 少佐：1896年8月13日 - 1896年12月3日
- 梨羽時起 大佐：1896年12月3日 - 1897年4月17日
- 徳久武宣 大佐：1897年4月17日 - 1897年10月1日
- （心得）友野雄介 少佐：1897年10月1日 - 1897年12月1日
- 友野雄介 中佐：1897年12月1日 - 1897年12月27日
- 武井久成 大佐：1897年12月27日 - 1898年3月1日
- 加藤重成 中佐：1898年3月1日 - 1898年10月1日
- 大井上久麿 大佐：1898年10月1日 - 1899年3月22日
- 有川貞白 中佐：1900年3月14日 - 1900年7月4日
- 伊東吉五郎 中佐：1900年7月4日 - 1901年2月4日
- 加藤重成 大佐：1901年2月4日 - 1901年3月13日
- 和田賢助 中佐：1901年10月4日 - 1902年10月6日
- 池中小次郎 中佐：1902年10月6日 - 1903年2月3日
- 宇敷甲子郎 中佐：1903年2月3日 - 1903年10月23日
- 坂元宗七 大佐：不詳 - 1905年12月12日
- 橋本又吉郎 中佐：1905年12月12日 - 1906年10月12日
- 山口九十郎 中佐：1907年2月28日 - 1907年9月28日
- 西垣富太 中佐：1908年2月20日 - 1908年9月25日
- 志摩猛 中佐：1908年9月25日 - 1909年10月1日
- 土田粂太郎 中佐：1910年4月20日 - 1910年9月26日
- 九津見雅雄 中佐：1910年12月1日 - 1912年12月1日

## 姉妹艦
- 大和 [I]
- 武蔵 [II]